# مشتر فائق

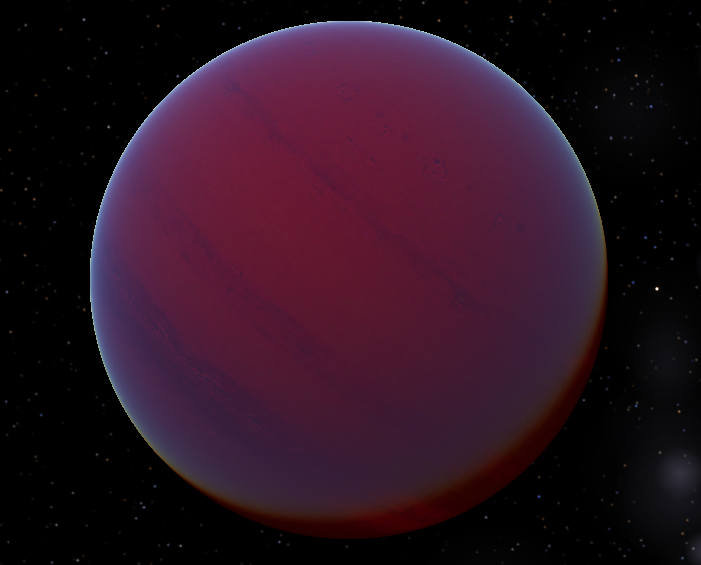
تصور فني لـ HD 29587 B وهو قزم بني يدور حول النجم HD 29587، يقدر حجمه بحوالي 55 كتلة مشترية.

مشترٍ فائق هو جسم فلكي أكثر ضخامة من كوكب المشتري. على سبيل المثال، فقد أطلق على التوابع الموجودة عند الخط الحدودي لكوكب القزم البني اسم كواكب المشتري هائلة الحجم، مثل تلك التي تدور حول النجم كابا أندروميدا.
وبحلول عام 2011، كان هناك 180 تابعًا معروفًا باسم المشتري الفائق بعضها ساخن وبعضها بارد. على الرغم من أنها تزن أكثر من كوكب المشتري، إلا أنها تظل تقريبًا بنفس حجم هذا الكوكب حتى إلى ما فوق كتلته بثمانين مرة. وهذا يعني أن الجاذبية السطحية والكثافة تتناسب طرديًا مع كتلة كل منها. فالكتلة المتزايدة تضغط الكوكب بسبب الجاذبية، ومن ثم تبقي عليه من أن يزداد حجمًا.
يُتوقع أن يمتلك كوكب COROT-3b، الذي تبلغ كتلته حوالي 22 مرة من كتلة المشتري، متوسط كثافة تبلغ حوالي 26.4 جم/سم3، وبذلك يفوق الأوزميوم (22.6 جم/سم3)، والذي يعد العنصر الطبيعي الأكثر كثافة وفقًا للظروف القياسية. ويسبب الضغط الشديد للمادة داخله تلك الكثافة العالية، وذلك لأنه من المرجح أنها تتكون أساسًا من الهيدروجين. كما أن الجاذبية السطحية مرتفعة، حيث تفوق جاذبية الأرض بأكثر من 50 مرة.
في عام 2012، تم تصوير كوكب المشتري الفائق المعروف باسم كابا أندروميدا ب حول النجم كابا أندروميدا، حيث كان يدور في مداره بمسافة تبعد بنحو 1.8 مرة بعد مدارات نبتون عن الشمس.

## كتابات أخرى
- Brown dwarfs: Failed stars, super Jupiters 2008)) نسخة محفوظة 8 مايو 2013 على موقع واي باك مشين.